# Begabt – Die Gleichung eines Lebens
Begabt – Die Gleichung eines Lebens (Originaltitel: Gifted) ist ein US-amerikanisches Filmdrama von Marc Webb aus dem Jahr 2017. Es handelt von einer hochbegabten Siebenjährigen, die zwischen die widerstrebenden Interessen des sie aufziehenden Onkels und der Großmutter gerät.

## Handlung
Die siebenjährige Mary wird von ihrem Onkel Frank großgezogen. Sie mag ihre einäugige Katze Fred und versteht sich sehr gut mit der Nachbarin Roberta, die öfter auf sie aufpasst. Ihre Mutter Diane beging kurz nach Marys Geburt Suizid. Sie war Mathematikerin und stand, so scheint es zunächst, kurz vor der Lösung des Navier-Stokes-Problems, eines der sogenannten Millennium-Probleme. Auch Mary ist überaus intelligent. Obwohl Frank sich ihrer Hochbegabung bewusst ist, möchte er, dass sie eine normale Kindheit erlebt und gleichaltrige Freunde gewinnt. Deshalb geht sie in die örtliche Grundschule, wo sie gleich am ersten Tag durch das mühelose Lösen komplizierter Rechenaufgaben auffällt. Ihre Lehrerin Bonnie Stevenson und die Schuldirektorin versuchen Frank vergeblich zu bewegen, sie auf eine renommierte Schule zu schicken, wo ihre Begabung gefördert werden kann. Daraufhin macht die Schulleiterin Franks Mutter Evelyn ausfindig. Obwohl sie ihre Enkelin nicht kennt, kommt sie angereist und möchte Mary zu sich nehmen. Bei einem zweitägigen Besuch bei Evelyn in Boston, wo sie auch einem Mathematik-Professor ihre Kenntnisse demonstrieren kann, ist Mary von der Umgebung zwar angetan, aber leben möchte sie bei der resoluten Großmutter nicht.
Es kommt zu einem Gerichtsstreit um das Sorgerecht. Franks Hauptproblem besteht darin, dass ihm nie offiziell ein Personensorgerecht für Mary zuerkannt worden ist. Evelyns Anwalt versucht, die Lebensverhältnisse bei Frank als unhygienisch und nicht kindgerecht darzustellen. Eine Begebenheit, als Mary einen Mitschüler gegen einen 12-Jährigen verteidigt und diesem das Nasenbein gebrochen hat, wird als negativ für ihre Entwicklung gedeutet. Auch Marys leiblicher Vater wird präsentiert, doch Franks Anwalt Cullen kann nachweisen, dass dieser noch nie Interesse an Mary gezeigt hat. Anhand eines Beispiels demonstriert Cullen, dass es Evelyn nicht um die Bedürfnisse des Kindes geht. Als Diane als 17-Jährige mit ihrem Freund heimlich zum Skifahren fuhr, zeigte Evelyn diesen wegen Entführung an und verbot ihr den weiteren Umgang mit ihm. Folge war ein erster Suizidversuch. Evelyn weist die Vorwürfe empört zurück, die Einzigartigkeit ihrer Tochter habe nicht gefährdet werden dürfen. Schließlich einigen sich die Parteien auf einen Vergleich. Mary kommt zu einer Pflegefamilie, die eine halbe Stunde entfernt wohnt, während die Großmutter sich nach Boston zurückbegibt. Mary könne Frank regelmäßig besuchen. Wenn sie zwölf sei, könne ein erneuter Gerichtstermin beantragt werden, bei dem Marys eigener Wunsch berücksichtigt werde. Beim tränenreichen Abschied hält Mary Frank vor, sein Versprechen gebrochen zu haben, dass sie niemals von ihm fort müsse.
Bei einem ersten Besuch wird Frank  abgewiesen, da Mary eine „Art Nervenzusammenbruch“ erlitten habe. Bonnie, mit der Frank mittlerweile befreundet ist, sieht auf einem Plakat Marys Katze Fred zur „Adoption“ ausgeschrieben und informiert Frank. Dieser holt die Katze ab, kurz bevor sie eingeschläfert werden soll. Sie sei von einem „Katzenallergiker“ abgegeben worden. Da Frank weiß, dass Evelyn gegen Katzen allergisch ist, begibt er sich mit Roberta unverzüglich zu Marys Pflegefamilie. Es stellt sich heraus, dass Evelyn sich in deren Gästehaus einquartiert hat und Mary dort von Privatlehrern unterrichtet wird. Aufgrund des Betrugs durch Evelyn (diese verzichtet entgegen der Vereinbarung im Vergleich nicht darauf, Mary täglich zu sehen und zu beeinflussen) zeigt Frank Evelyn die bislang von ihm verborgen gehaltene Arbeit von Diane, mit der ihr doch die Lösung des Navier-Stokes-Problems gelungen war. Sie hat sie Frank gegeben mit der Auflage, dass sie erst nach Evelyns Tod veröffentlicht werden dürfe. Um seiner Mutter entgegenzukommen, missachtet Frank Dianes Wunsch und drückt Evelyn gegenüber seine Überzeugung aus, dass sie prädestiniert sei, die Arbeit ihrer Tochter zu präsentieren und gegen Skeptiker zu verteidigen. Damit hat Evelyn kein Motiv mehr, die Arbeit, die sie sich für sich gewünscht und auf die sie ihrer Kinder wegen verzichtet hat, stellvertretend erst von ihrer Tochter und später von ihrer Enkelin zu Ende führen zu lassen. Evelyn zögert zunächst, willigt dann aber ein, diese Aufgabe zu übernehmen und Mary wieder in die Hände von Frank zu geben. Mary kehrt zu Frank zurück und besucht fortan eine Schule, die ihrer Begabung angemessen ist.

## Rezeption
Bei Produktionskosten von 7 Millionen US-Dollar hatte der Film in den Vereinigten Staaten nach einem Monat rund 20 Millionen US-Dollar eingespielt.
Antje Wessels von Filmstarts.de hält den Film für „allzu berechenbar“ und ist der Meinung, dass der Regisseur sich mit den „persönlichen Bedürfnissen der kleinen Heldin“ kaum auseinandersetze. Auch würde das im Grunde realitätsnahe und filmwürdige Thema des Konfliktes zwischen den Ansprüchen einer „wohlbehüteten Kindheit“ und dem Wunsch nach einer optimalen intellektuellen Förderung nicht „differenziert abgewogen, sondern recht schematisch zur absoluten Unvereinbarkeit zugespitzt“, wobei Klischees bemüht würden.
Maria Engler von Kino-Zeit.de ist der Meinung, dass sich das „allzu bekannte Drücken der richtigen Knöpfe, um wie gewünscht Trauer und Freude beim Zuschauer auszulösen“ mit einer „wenig einfallsreichen Handlung und einer absolut austauschbaren Inszenierung“ paare. Eine „spannende und aktuelle Thematik und eine fähige Besetzung“ würden den Film aber noch herausreißen.
Das Portal Movijones hält das Drama dagegen für einen „herzerwärmenden“ Film. Hervorgehoben wird die Leistung von Mckenna Grace, die „so manche gestandene Schauspielgröße an die Wand“ spiele. Bei allem Übermut spüre man „in jeder Sekunde ihre Verletzlichkeit und ihre Lust am Leben“.
Martin Schwickert vom Evangelischen Pressedienst (epd) stellt die Frage nach dem Kindeswohl in den Vordergrund: Es sei unklar, ob Mary wirklich besser bei dem „entspannt“ „unter der Sonne Floridas“ lebenden, „warmherzigen“ Aussteiger Frank oder bei der im „grauen Boston“ lebenden, „elitären“ „Streber-Oma“ aufgehoben sei, die (wie auch der Rezensent) „Marys Glücksempfinden beim Lösen komplexer mathematischer Probleme sieht“. Zur Verteidigung der Großmutter müsse angeführt werden, dass für sie „die Errungenschaften des Feminismus der 70er und 80er Jahre zu spät kamen“.